# 侯家塘街道
侯家塘街道，是中华人民共和国湖南省长沙市雨花区下辖的一个乡镇级行政单位。

## 行政区划
侯家塘街道下辖以下地区：
梓园社区、韶山路社区、侯家塘社区、湘农桥社区、泉塘社区、电院社区、水院社区、廖家湾社区、广济桥社区、麻园湾社区、枫树岸社区和活力社区。